# Bekto Precisa
Koordinaten: 43° 39′ 28″ N, 18° 58′ 13,1″ O
Emka Bekto ist ein bosnisches Unternehmen mit Sitz in Goražde. Bekto Precisa wurde 2005 gegründet. Das Unternehmen fertigt Werkzeuge und Spritzgussteile vor allem für die Auto- und Elektroindustrie. Es werden beispielsweise LED-Leuchtmittel, Teile für Skier, Wasserzähler und Schalensitze hergestellt.
2011 wurde eine Joint Venture mit dem Autozulieferer Hella gegründet.
Das Unternehmen ist heute eines der größten im Osten Bosniens und wurde unter dem damaligen Namen Bekto Precisa in Berichten der ARD und der Zeit als „Wunder von Goražde“ bzw. „kleines bosnisches Wunder“ bezeichnet und als Beispiel für den Wirtschaftsaufschwung in der im Bosnienkrieg belagerten und teilweise zerstörten Stadt beschrieben.